# ヒーフィメール

ヒーフィメールの例。上半身が男性で下半身が女性

ヒーフィメール（Hefemale）は、女性の陰部を持っている男性のことを指すアメリカの俗語。おなべと同義。逆の場合はシーメールという。